# Comunitarisme
El comunitarisme és una concepció de la ciutadania que basa la seva força en el fet que els seus components han de compartir uns referents morals, religiosos, lingüístics i culturals per tal de pertànyer a la societat civil i rebre els avantatges que proporcionen els drets de ciutadania.
El comunitarisme com a filosofia apareix a la fi del segle XX en oposició a determinats aspectes de l'individualisme i en defensa de fenòmens com la societat civil. No és necessàriament hostil al liberalisme; no obstant això, centra el seu interès en les comunitats i societats, no en l'individu. Els comunitaristes creuen que a la comunitat no se li dona la suficient importància en les teories liberals de la justícia. La qüestió sobre què és prioritari, si l'individu o la comunitat, és essencial per analitzar la major part dels problemes ètics del nostre temps: sistema sanitari, avortament, multiculturalisme, llibertat d'expressió, etcètera. Fonamentalment s'utilitza el terme en dos sentits:
- El comunitarisme filosòfic considera que el liberalisme clàssic és incoherent ontològicament i epistemològicament i s'hi oposa per aquests motius. A diferència del liberalisme clàssic, que interpreta les comunitats com a origen dels actes voluntaris dels individus precomunitaris, destaca el paper de la comunitat en la definició i la conformació dels individus.
- Els comunitaristes creuen que el valor de la comunitat no està prou reconegut en les teories liberals de la justícia. El comunitarisme ideològic es caracteritza per ser una ideologia centrista radical que a vegades està marcada per l'esquerranisme en qüestions econòmiques i el conservadorisme o el centrisme en qüestions socials. Aquest ús ha estat creat recentment. Quan el terme es converteix en majúscula, sol referir-se al moviment comunitari sensible d'Amitai Etzioni i d'altres filòsofs.

Una tercera possibilitat és el comunitarisme sensible (Responsive Communitarianism) que practica Amitai Etzioni del moviment israelià dels quibuts, que afirma simultàniament els drets comunals i els deures individuals.
Alguns representants del corrent comunitarista són Robert Bellah, Charles Taylor, Michael Walzer, Alasdair MacIntyre.